# Zoé Valdésová
Zoé Valdésová (nepřechýleně Zoé Valdés; * 2. květen 1959, Havana) je kubánská spisovatelka.

## Život a dílo
Studovala na Instituto Superior Pedagógico Enrique José Varona a španělskou filologii na filozofické fakultě Havanské univerzity.
V letech 1983–1987 pobývala v Paříži, kde zastupovala kulturní zájmy Kuby v UNESCO. V 90. letech 20. století pracovala v kubánském institutu kinematografie a průmyslu (ICA).

## Publikační činnost

### České překlady ze španělštiny
- Každý den nic (orig. 'La nada cotidiana'). Praha: Mladá fronta, 2001. 132 S. Překlad: Blanka Stárková

## Vyznamenání
- rytíř Řádu umění a literatury – Francie, 1999